# Lonely Woman
 (juillet 2018).
Si vous disposez d'ouvrages ou d'articles de référence ou si vous connaissez des sites web de qualité traitant du thème abordé ici, merci de compléter l'article en donnant les références utiles à sa vérifiabilité et en les liant à la section « Notes et références ».
Lonely Woman est une composition du saxophoniste de jazz Ornette Coleman. Elle apparaît sur son album The Shape of Jazz to Come, paru en 1959 .
Ce morceau a été repris de nombreuses fois, par exemple par Masayuki Takayanagi sur l'album Lonely Woman ou par John Zorn sur l'album Naked City.

## Origine
Dans une entrevue avec Jacques Derrida, Coleman parle des origines de la pièce:

« Avant d’être connu en tant que musicien, quand je travaillais dans un grand magasin, un jour, pendant ma pause déjeuner, je suis arrivé dans une galerie où quelqu’un avait peint une femme blanche très riche qui avait absolument tout ce qu’on peut désirer dans la vie, et elle avait l’expression la plus solitaire du monde. Je n’avais jamais été confronté à une telle solitude, et quand je suis rentré chez moi, j’ai écrit un morceau que j’ai appelé Lonely woman. »

— Ornette Coleman, 1997,.

## Musiciens sur la version originale
- Ornette Coleman - saxophone alto
- Charlie Haden - contrebasse
- Don Cherry - cornet à pistons
- Billy Higgins - batterie